# 初田啓介の激アツ!エキサイトベースボール!
初田啓介の激アツ!エキサイトベースボール!（はつたけいすけのげきアツエキサイトベースボール）は、2005年10月3日から2006年3月30日までTBSラジオで放送されたスポーツ番組。
なお、当タイトルは2006年2月20日放送分からのものである（後述）。

## 概要
2005年10月の番組開始時は「初田啓介の激アツ!ビバ!プロ野球!」のタイトルだった。その後2006年2月1日のプロ野球キャンプインにあわせて、タイトルの後に「エキサイトベースボール!」とサブタイトルがついて、同月20日以降は先述のタイトルに変更された。

2005年3月まで「スポーツBOMBER!」というスポーツワイド番組がこの枠では行われたが、2005年度は改革元年のプロ野球に特化し、オフシーズンの話題を中心に、これからのプロ野球のあり方、また選手をゲストに迎えたトークなどで130分間を展開した。パーソナリティの初田啓介は2000年3月まで放送されていた「か・も・ネ・ギ・情報局」以来5シーズンぶりの当枠への起用であった。
2006年のオフシーズンは同期間・時間帯の後継番組として「エキサイトスタジアム」が放送された。

## 放送時間
- 平日17:50（月曜日のみ18:00）-20:00（『ラジオ寄席』のスペシャル、特別番組により何度も放送時間が短縮になったこともある）

## 出演者
- パーソナリティ：初田啓介（TBSアナウンサー）
- アシスタント：青木真麻